# Kivisaari (ö i Finland, Södra Karelen, Villmanstrand, lat 61,12, long 27,75)
Kivisaari är en ö i Finland. Den ligger i sjön Kirventeenjärvi och i kommunen Klemis i den ekonomiska regionen  Villmanstrands ekonomiska region  och landskapet Södra Karelen, i den södra delen av landet, 180 km nordost om huvudstaden Helsingfors. Öns area är 0,2 hektar och dess största längd är 80 meter i nord-sydlig riktning.